# 해안가로의 여행
해안가로의 여행(岸辺の旅, Journey to the Shore)은 프랑스에서 제작된 구로사와 기요시 감독의 2015년 드라마, 멜로/로맨스 영화이다. 아사노 타다노부 등이 주연으로 출연하였다.

## 출연

### 주연
- 아사노 타다노부
- 후카츠 에리

### 조연
- 아오이 유우
- 코마츠 마사오
- 무라오카 노조미
- 오쿠누키 카오루
- 아카호리 마사아키
- 치바 테츠야
- 후지노 다이키
- 마츠모토 카나
- 타카하시 요
- 에모토 아키라